# انجمن بین‌المللی ایران‌شناسی
انجمن بین‌المللی ایران شناسی (انگلیسی: International Society for Iranian Studies) موسسه‌ای خصوصی و غیرانتفاعی است که در سال ۱۹۶۷ در ایالات متحده آمریکا به منظور ترویج و تشویق مطالعات و پژوهش در زمینه ایران‌شناسی تأسیس شده‌است. این مؤسسه نخستین مؤسسه پژوهشی در زمینه مطالعات ایرانی و ایران‌شناسی که در غرب تأسیس شده‌است. این انجمن در حال حاضر بیش از هزار عضو در سراسر جهان دارد و مجله‌ای علمی با عنوان مطالعات ایرانی (انگلیسی: Iranian Studies) منتشر می‌کند.

## اهداف مؤسسه
- تشویق و ترغیب مطالعه جامعه و فرهنگ ایران شامل تاریخ، زبان‌ها، ادبیات، هنرها، همچنین وضعیت سیاسی، اقتصادی و اجتماعی ایران معاصر.
- برگزاری نشست‌ها و همچنین انتشارات برای ارائه یافته‌های علمی دربارهٔ ایران از منظرهای گوناگون
- فعالیت در زمینه حفظ آزادی پژوهش و بیان برای اعضای خود و دیگر پژوهشگران حوزه ایران پژوهی[۲]

## فعالیت‌های مؤسسه
این انجمن تاکنون یازده کنفرانس ایران‌شناسی برگزار کرده که هر دو سال یک بار به میزبانی یکی از دانشگاه‌های معتبر اروپا و آمریکا انجام می‌شود و طی آن پژوهشگران و ایران‌شناسان تحقیقات و مطالعات تازه خود را پیرامون مباحث گوناگون ایران‌شناسی و تمدن ایرانی ارائه می‌کنند. از دیگر فعالیت‌های انجمن می‌توان به این موارد اشاره کرد:
- حمایت مالی از همایش‌ها و کنفرانس‌هایی با موضوع مطالعات ایرانی و برگزاری کنفرانس دوسالانه ایران شناسی
- انتشار مجله‌ای علمی
- انتشار خبرنامه‌ای در زمینه فعالیت‌های انجمن
- تشویق، حمایت و انتشار پژوهش‌هایی که در زمینه ایران‌شناسی انجام می‌شود.[۲]

## اعضا و مدیران
از ابتدای تأسیس انجمن، پژوهشگران ایرانی و ایران شناسان بزرگی همچون احسان یارشاطر، علی بنوعزیزی، احمد اشرف، فرهاد کاظمی، منصوره اتحادیه، ریچارد فرای، هومن سرشار، احمد کریمی حکاک، همایون کاتوزیان، نیره توحیدی، محمد توکلی ترقی، هوشنگ شهابی، علی انصاری، فرزین وحدت، آصف اشرف، تورج دریایی، سوسن بابایی و … در این انجمن عضو و فعال بوده‌اند.
کمیته اجرایی کنونی انجمن به این شرح است:
- مدیر: تورج اتابکی
- مدیر اجرایی و خزانه دار: ریوان سندلر
- سردبیر مجله: هما کاتوزیان
- مدیر سابق: مهرزاد بروجردی[۳]

### مدیران گذشته
در سال ۱۹۹۶ دفتر مدیریت انجمن تأسیس شد. در سی سال ابتدایی فعالیت انجمن (از ۱۹۶۷ تا ۱۹۹۷) بالاترین رکن انجمن «دبیر اجرایی بود» که توسط شورای انجمن انتخاب می‌شد.
مدیران گذشته انجمن:
- مهرزداد بروجردی (۲۰۱۴–۲۰۱۳)
- هوشنگ اسفندیار شهابی (۲۰۱۲–۲۰۱۱)
- محمد توکلی طرقی (۲۰۱۰–۲۰۰۹)
- نسرین رحیمیه (۲۰۰۸–۲۰۰۷)
- ژانت آفاری (۲۰۰۶–۲۰۰۵)
- احمد کریمی حکاک (۲۰۰۴)
- شاهرخ اخوی (۲۰۰۳)
- ریچارد فرای (۲۰۰۲)
- احمد اشرف (۲۰۰۱)
- ویلیام هاناوی (۲۰۰۰)
- فرهاد کاظمی (۱۹۹۹)
- علی بنوعزیزی (۱۹۹۸)
- احسان یارشاطر (۱۹۹۷)

## تغییر نام انجمن
در جریان کنفرانس انجمن بین‌المللی ایران‌شناسی که در مرداد ۱۳۹۵ (اوت ۲۰۱۶) در وین پایتخت اتریش برگزار شد، با توافق و رای اعضا به دلیل مشابهت مخفف نام انگلیسی انجمن (ISIS) با مخفف نام انگلیسی گروه داعش نام انجمن به «انجمن ایران پژوهی» تغییر داده شد. نام انگلیسی از (International Society of Iranian Studies) به (Association for Iranian Studies) تغییر کرد.
تورج اتابکی مدیر دوره‌ای انجمن اعلام کرده بود که «مخفف عنوان انگلیسی انجمن مشکلاتی در تماس میان دانشگاه‌ها برای برگزاری کنفرانس‌ها به وجود آورده و دریافت حق عضویت اعضا را هم دشوار کرده بود. به دلیل مشابهت مخفف نام انگلیسی آن با داعش که تحت تحریم سازمان ملل متحد قرار دارد، نقل و انتقالات بانکی آن با مانع رو به رو و برخی از فعالیت‌های آن با مشکل مواجه شده‌است. در زمان ظهور داعش، تصور می‌شد که این مشکل طولانی مدت نخواهد بود و ضرورتی برای تغییر نام انجمن وجود ندارد اما با ادامه حیات این گروه و تداوم مشکلات برای انجمن، تصمیم به تغییر نام گرفته شد».